# Bothriurus bonariensis
Bothriurus bonariensis (C.L.Koch, 1842 ) é uma espécie de escorpião pertencente ao "grupo bonariensis" e é a espécie-tipo do gênero. Esta espécie compreende animais de médio a grande porte, com adultos atingindo 60 mm de comprimento. A coloração geral varia de marrom-avermelhado a preto. O número de dentes nos pentes sensoriais varia entre 17 e 24 nos machos (geralmente mais de 20) e entre 16 e 20 nas fêmeas. B. bonariensis tem sua distribuição geográfica envolvendo Argentina, Uruguai e os estados sul brasileiros do Rio Grande do Sul e Santa Catarina, e em alguns estados do Nordeste Brasileiro. 
O Bothriurus bonariensis é um animal inofensivo não oferecendo perigo algum, por isto, é uma espécie apenas controlada para a preservação.